# Federación Internacional de Mujeres Universitarias
La Federación Internacional de Mujeres Universitarias (International Federation of University Women, IFUW) es una organización internacional para mujeres con título universitario. En el año 2015 cambió su nombre a Graduate Women International (GWI).. Fue fundada tras la Primera Guerra Mundial por estudiantes y trabajadoras universitarias británicas y estadounidenses con el objetivo de contribuir a establecer relaciones entre mujeres de diferentes nacionalidades y a mejorar la educación general de las mujeres. La organización describe su misión como ser una de las promotoras de "la educación a largo plazo para mujeres y niñas" a través de "la cooperación internacional, la amistad, la paz y el respeto de los derechos humanos para todos, sin distinción de género, edad, raza, nacionalidad, religión, opiniones políticas, orientación sexual y de género o cualquier otro aspecto" y "abogar por el avance de la situación social de mujeres y niñas".

## Historia
A raíz de la Primera Guerra Mundial, Virginia Gildersleeve, Dean del Barnard College, Caroline Spurgeon, profesora de la University of London y Rose Sidgwick de la University of Birmingham crearon la federación para ayudar a prevenir otra catástrofe como la reciente guerra europea En 1919, la IFUW fue fundada en Londres. Más allá de la promoción de la paz, el avance de las carreras de las mujeres en las universidades se convirtió en un objetivo principal para la organización y se crearon ayudas y se promovió la fundación de albergues para mujeres donde poder alojarse durante sus estancias de investigación en otros países.

## IFUW en la actualidad
La IFUW tiene su sede en Ginebra, Suiza, y aboga por los derechos de las mujeres, la igualdad y su empoderamiento a través del acceso a la educación secundaria y superior, para alcanzar los más altos niveles. El trabajo de la organización se centra en la educación secundaria y terciaria, la educación continua y la educación no formal para el empoderamiento de las mujeres.
La IFUW tienen 61 filiales nacionales. La organización mantiene un estatuto consultivo con las Organización de las Naciones Unidas y con ECOSOC y es una de las ONG que mantiene relaciones oficiales con la UNESCO. Participa activamente en la Commission on the Status of Women (CSW), y es ade,ás miembro fundador de la Convención sobre la eliminación de todas las formas de discriminación contra la mujer (CEDAW). CEDAW es el tratado internacional más importante sobre los derechos humanos de las mujeres. Pide a los estados eliminar cualquier forma de discriminación por género y establece la agenda para alcanzar la total igualdad entre mujeres y hombres.